# Francisco Kröpfl
Francisco Kröpfl (Timişoara, Reino de Rumania, 26 de febrero de 1931 - Buenos Aires, Argentina, 15 de diciembre de 2021) fue un compositor y docente argentino.

## Biografía
Nació en 1931 en Timişoara, Rumania, en el seno de una familia de suabos del Banato. Al año siguiente, emigró junto a su familia hacia Argentina y se nacionalizó argentino. 
Fue alumno de Juan Carlos Paz. En la década de 1950 fue uno de los pioneros de los medios electroacústicos en el continente latinoamericano. Con la colaboración técnica de Fausto Maranca, fundó en 1958 el Estudio de Fonología Musical de la Universidad de Buenos Aires, el primer estudio institucional de música electrónica de América Latina. 
Fue luego director del Laboratorio de Música Electrónica del Centro Latinoamericano de Altos Estudios Musicales (CLAEM) del Instituto Torcuato Di Tella entre 1967 y 1971, y más tarde Jefe del Departamento de Música Contemporánea del Centro de Investigación en Comunicación Masiva, Arte y Tecnología (CICMAT), entre 1972 y 1976. Desde 1982 hasta 2006 fue Jefe del Departamento de Música, Sonido e Imagen del Centro Cultural Ciudad de Buenos Aires, el que incluye a uno de los principales laboratorios de música electroacústica de la región, el Laboratorio de Investigación y Producción Musical (LIPM).
En 1977/78 recibió la beca Guggenheim, visitando el Columbia-Princeton Electronic Music Center de Nueva York, donde compuso las obras "Nocturno" y "Scherzo". En 1989 obtuvo el premio "Magistere" en el concurso Internacional de Música Electroacústica del IMEB, Bourges, con su pieza "Orillas". En su país recibió los premios Municipal y Nacional de composición. 
El catálogo de obras de Kröpfl incluye música de cámara, orquestal, electroacústica y mixta. Entre sus obras electroacústicas pioneras destacan "Ejercicio de texturas" y "Ejercicio con Impulsos", ambos para sonidos electrónicos, compuestos en 1959 en el Estudio de Fonología Musical; "Música para 3 percusionistas y sonidos electrónicos" (1963), "Diálogos I" (1964-1965), "Diálogos II" (1964), "Diálogos III" y "Mutación I" (1968), todas ellas para cinta, "Música para el audiovisual En el Reino Helado de Flash Gordon" (1968) y "Música para sintetizador" (1970), ambas para sintetizador. Entre sus obras en el campo instrumental: "Música 1958", "Música 1966", "Adagio in memoriam", "Improvisaciones para flauta", "A dúo", "Trío 02", "Divergencias" y el divertimento escénico "La tercera es la vencida".
Uno de los más importantes profesores de composición de Argentina, de 1988 a 1997 fue profesor titular de la cátedra "Morfología Musical" de la Facultad de Filosofía y Letras de la Universidad de Buenos Aires. 
Francisco Kröpfl fue además Presidente de la Federación Argentina de Música Electroacústica (FARME), miembro del Directorio de la Confederación Internacional de Música Electroacústica (CIME), y Director Musical de la Agrupación Nueva Música. Integró además la Academia Internacional del Institut International de Musique Electroacoustique de Bourges, Francia.
Kröpfl es considerado uno de los más grandes compositores argentinos. Obtuvo el Premio Konex Diploma al Mérito en 2009 y el premio a la trayectoria otorgado por la Academia Nacional de Bellas Artes en 2012.
Entre sus muchos alumnos estuvieron Jorge Maronna, Jorge Horst, Jorge Antunes, Susana Antón, Oscar Edelstein y Marta Varela. 